# 山本海苔店
株式会社山本海苔店（やまもとのりてん）は、海苔を製造している食品メーカー。本社所在地は東京都中央区日本橋室町一丁目。1849年（嘉永2年）の創業と長い歴史を誇る。「味附海苔」は1869年（明治2年）にこの山本海苔店が生み出したもの。

## 沿革
- 1849年（嘉永2年）：初代山本徳治郎が日本橋室町の現在地に海苔の専門店を創業
- 1869年（明治2年）：味附海苔を創製、宮内省（現宮内庁）の御用達を賜る
- 1946年（昭和21年）2月：株式会社山本海苔店に改組
- 1961年（昭和36年）2月：大田区大森東5丁目に山本海苔店研究所を開設
- 1965年（昭和40年）6月：本社新社屋竣工
- 1971年（昭和46年）9月：神奈川県秦野市に秦野作業所竣工
- 2003年（平成15年）10月：秦野作業所HACCP認定取得に伴い、秦野工場と改名、山本海苔研究所を同所に移設
- 2007年（平成19年）9月：丸梅商貿（上海）有限公司 設立
- 2014年（平成26年）
  - 7月31日：神奈川県秦野市の秦野工場を操業停止[2]
  - 9月1日：佐賀県佐賀市の久保泉第2工業団地に佐賀工場を新設、操業を開始[2]
- 2015年（平成27年）11月：佐賀工場HACCP認証を取得
- 2016年（平成28年）8月：物流業務を秦野工場に移管

## 商標
- 「丸に梅」（「まるうめマーク」と称している）を創業時からシンボルとして用いている。梅の花が咲く頃が、海藻の採れる時期にあたるところから採用したものである。
- 梅の実や梅干しとは直接関係はないが、梅干しを使った海苔商品は常時販売されている。

## その他
- 1965年（昭和40年）、日本橋本社新社屋に日本初と思われるドライブスルーを設置した[3]。ドライブスルーは1991年（平成3年）頃にビル建て替えのため撤去された[4]。